# 伊庭秀業
伊庭 秀業（いば ひでなり、文化7年（1810年） - 安政5年8月13日（1858年9月19日））は、江戸時代末期（幕末）の剣客。本姓は三橋銅四郎。通称は軍兵衛。号は常同子。

## 生涯
幕臣三橋家の次男・銅四郎として、文化7年（1810年）に生まれる。文化6年（1809年）、文化8年（1811年）生誕の文献もある。
心形刀流7代・伊庭秀淵の養子となり、8代目を継いで中興の祖といわれた。華美奢侈の風を排した古風な厳格さが江戸幕府老中・水野忠邦の目に止まり、天保の幕政改革の際に幕府に取り立てられ、留守居与力の役職に就いた。忠邦の推挙で御書院番士となったが、忠邦の失脚とともに辞職。以後は江戸下谷和泉橋通（現・台東区上野５丁目）の道場「練武館」の経営に精を出し、門弟1000余人を抱え、「幕末江戸四大道場」と並び称された。実子に伊庭八郎、伊庭想太郎がいる。門人に坪内主馬など。もっとも技術の高かった門弟の塀和惣太郎を後継として養子にし、伊庭秀俊を名乗らせて家督を譲る。
安政5年（1858年）、死去。死因はコレラであったという。
東京都中野区沼袋貞源寺に伊庭秀業の墓がある。